# Chiến dịch tấn công Courtrai
Chiến dịch tấn công Courtrai, còn gọi là Trận nước Bỉ lần thứ hai hay Trận Roulers là một chiến dịch tại khu vực phía bắc của Mặt trận phía Tây thời Chiến tranh thế giới thứ nhất, đã diễn ra từ ngày 14 cho đến ngày 20 tháng 10 năm 1918, ở vùng Flanders. Đây là cuộc tấn công xa nhất về phía Bắc của khối Hiệp ước dưới sự chỉ huy của Thống chế Ferdinand Foch,, trong đó Cụm tập đoàn quân Flanders gồm 28 sư đoàn của quân đội Anh, Bỉ, Pháp dưới quyền chỉ huy của vua Albert I của Bỉ, đã giành chiến thắng trước Cụm tập đoàn quân phía Bắc của quân đội Đế quốc Đức dưới sự điều khiển của Thái tử Rupprecht xứ Bayern. Sự suy sụp của các lực lượng Đức đã được thể hiện qua thông báo của Rupprecht với Chính phủ Đức. Sau thắng lợi của Chiến dịch Courtrai, giao tranh chuyển hướng sang cực nam.
Vài tuần sau thắng lợi của khối Hiệp ước trong Cuộc tiến công Flanders, vào ngày 14 tháng 10 năm 1918, nhà vua Bỉ Albert I đã phát động một cuộc tấn công mạnh mẽ và quân của ông tiến được 5 dặm Anh. Vào ngày 15 tháng 10, Tập đoàn quân số 5 của Anh do tướng Ngài William R. Birwood chỉ huy – một phần của Cụm tập đoàn quân của Thống chế Douglas Haig đã tham gia chiến dịch. Trong khi quân Pháp thuộc Cụm tập đoàn quân Flanders chiến đấu không được tốt, Tập đoàn quân số 2 của Anh dưới sự chỉ huy của tướng Herbert Plumer và quân Bỉ đã tung ra những đòn giáng nặng nề : vào ngày 16 tháng 10, quân Đức triệt thoái khỏi mặt trận Douai-Lille dưới sự truy đuổi của quân Anh. Bước tiến của Plumer đã tạo điều kiện cho Birwood đánh chiếm thành phố Lille của Pháp vào ngày 17 tháng 10 mà không phải giao chiến.
Cùng ngày hôm đó, Tập đoàn quân số 2 của Anh đã chiếm được khu công nghiệp, trong khi vua và hoàng hậu Bỉ tiến vào Ostend. Về phía nam, Douai đã rơi vào tay Tập đoàn quân số 1 của Anh. Mọi lực lượng đồng minh tại Flanders tiếp tục tiến công. Cho đến ngày 19 tháng 10, quân Bỉ chiếm được Zeebrugge và Bruges, trong khi Tập đoàn quân số 2 của Anh đánh chiếm Courtrai. Cho đến ngày 20 tháng 10, quân đội Bỉ tiến đến biên giới phía tây bắc của Hà Lan. Do quân Đồng minh kiệt quệ và trời bắt đầu mưa, cuộc tiến công đã chấm dứt.